# Universität Isabel I
Die Universität Isabel I (spanisch: Universidad Internacional Isabel I de Castilla oder auch: Universidad Isabel I, kurz ui1) ist eine private, staatlich anerkannte Universität in Spanien, welche hauptsächlich wirtschafts-, sozial-, rechts- und gesundheitswissenschaftliche Studiengänge für Berufstätige und Trainees anbietet. Die Universität wurde im Jahre 2008 gegründet und 2011 durch das Parlament und den Präsidenten von Castile und Leone akkreditiert. Sie kann Bachelor- wie Master-Abschlüsse verleihen und besitzt das Promotionsrecht.
Es werden zwei Campi in Burgos und Valladolid unterhalten. An der Universität studieren etwa 7500 Studenten in über 30 verschiedenen Studiengängen.

## Fakultäten
Die Universität verfügt über 5 Fakultäten und ein fakultätsübergreifendes Fremdsprachenzentrum:
- Rechts- und Wirtschaftswissenschaftliche Fakultät
- Technologisch-wissenschaftliche Fakultät
- Gesundheitswissenschaftliche Fakultät
- Geistes- und sozialwissenschaftliche Fakultät
- Kriminologische Fakultät

## Bildungspartner
Die Universität verleiht eigene und nationale Abschlüsse nach der Ausbildung bei Partnerinstitutionen in ganz Spanien. Dies ist eine durchaus übliche Praxis, vor allem z. B. bei renommierten Business Schools, um einen in ganz Spanien anerkannten Titel zu vergeben, der sich an den Bedürfnissen des Arbeitsmarktes orientiert und gemäß dem Spanischen Hochschulgesetz Art. 34 (3) der Ley Orgánica de Universidades vom 21. Dezember 2001 verliehen wird. Die derzeitigen Partnerinstitutionen sind:
- ANPE
- Formación Alcalá
- Centro Desarrollo Directivo
- Centro Integrado de Educación Superior
- Centro Universitario Cesine
- Instituto Serca
- FB Microsistemas
- Intedya
- Coaching Camp
- Intefi
- CSIF
- Instituto Superior Europeo de Barcelona
- Editeca
- Oceano Atlantica
- Escuela de Negocios Europea de Barcelona
- Siqure
- European School Health Education ESHE
- Structuralia
- fisiofocus

Die verschiedene Partner sind auf verschiedene Bereiche fokussiert und haben z. T. auch ein eigenes Renommee.